# 시모네 코라차
시모네 코라차(이탈리아어: Simone Corazza, 1991년 3월 22일, 이탈리아 라티쟈나 ~ )는 이탈리아의 축구 선수이며 현재 세리에 C의 체세나 FC에서 뛰고 있다.